# Prélature territoriale de Chuquibambilla
Ne doit pas être confondu avec Prélature territoriale de Chuquibamba.
La prélature territoriale de Chuquibambilla (en latin : Praelatura Territorialis Chuquibambillensis ; en espagnol : Prelatura territorial de Chuquibambilla) est une prélature territoriale de l'Église catholique du Pérou, suffragante de l'archidiocèse de Cuzco.

## Territoire
Son territoire est d'une superficie de 8 700 km2 divisé en 19 paroisses et comprend trois provinces du département d'Apurímac : Antabamba, Cotabambas et Grau. Les autres provinces du département d'Apurímac sont gérées par le diocèse d'Abancay.
Il possède un territoire d'une superficie de 8 700 km2 divisé en 19 paroisses. Le siège est à Chuquibambilla où se trouve la cathédrale saint Pierre.

## Histoire
La prélature territoriale est érigée le 26 avril 1968 par la constitution apostolique Qui idcirco du pape Paul VI en prenant une partie du territoire du diocèse d'Abancay.

## Prélats
- Lorenzo Miccheli Filippetti, O.S.A (1976-1986)
  - Sede vacante (1986-1989)
- Domenico Berni Leonardi, O.S.A (1989-2018)
  - Edinson Edgardo Farfán Córdova, O.S.A, administrateur apostolique
- Edinson Edgardo Farfán Córdova, O.S.A (2019- )